# Electorale alliantie
Een electorale alliantie, ook wel bekend als stembusakkoord of pre-electorale coalitie, is een samenwerking tussen politieke partijen of fracties die wordt aangegaan voorafgaand aan verkiezingen. Het doel hiervan is om strategisch samen te werken om een gezamenlijke agenda te promoten, een specifieke uitkomst na de verkiezingen te verzekeren of om verkiezingsresultaten te beïnvloeden.  
Een pre-electorale alliantie gaat als gezamenlijk blok de verkiezingen in. Ook bij de formatie worden zij als een blok gerekend. Hierdoor worden de zetels van alle betreffende partijen opgeteld in de strijd om de verkiezingswinst. Naast pre-electorale coalities bestaan er ook stembusakkoorden die enkel gesloten worden op een bepaald thema. 
Wanneer alle partijen zich voorafgaand aan de verkiezingen verbinden tot een gezamenlijke coalitie, wordt dit blokpolitiek genoemd, wat de dynamiek van een tweepartijenstelsel benadert. Het bekendste voorbeeld van een stembusakkoord in de Nederlandse politiek was het progressieve samenwerking genaamd Keerpunt 1972. In tegenstelling tot Nederland zijn pre-electorale coalities in landen met een vergelijkbaar kiesstelsel, zoals Denemarken, heel gebruikelijk.

## Doel en impact van allianties
Stembusakkoorden bieden partijen de mogelijkheid om hun standpunten duidelijk te communiceren en kunnen kiezers helpen om geïnformeerde keuzes te maken. Daarnaast dragen ze bij aan de samenwerking tussen verschillende partijen, wat de politieke slagkracht vergroot en de regeringsformatie vergemakkelijkt.
Een bijkomend effect van allianties is dat ze vaak bijdragen aan de stabiliteit en voorspelbaarheid van het politieke landschap. Door vooraf duidelijke afspraken te maken, ontstaat meer duidelijkheid over mogelijke coalities na de verkiezingen. Dit zorgt er ook voor dat de kiezers meer invloed krijgen op de machtsverhoudingen die kunnen ontstaan na de verkiezingen.

## Pre-electorale coalities
Bij dit type stembusakkoord komen politieke partijen samen om voorafgaand aan verkiezingen afspraken te maken over een gezamenlijke strategie en standpunten. Doorgaans richt een dergelijk akkoord zich op een breed scala aan onderwerpen, van sociaal-economisch tot buitenlands beleid, en is het erop gericht om krachten te bundelen om zo sterker uit de verkiezingen te komen en zelfs samen te werken in het geval van een verkiezingswinst. 
Deze vorm van samenwerking is gebruikelijk in landen waar linkse partijen de voorkeur geven aan het vormen van een coalitie met andere linkse partijen (en rechtse partijen liever samenwerken met andere rechtse partijen) in plaats van compromissen te sluiten met partijen aan de andere kant van het politieke spectrum. Een voorbeeld hiervan is Zweden, waar een paarse coalitie met zowel sociaaldemocraten als liberalen nog nooit is voorgekomen.

### Keerpunt 1972

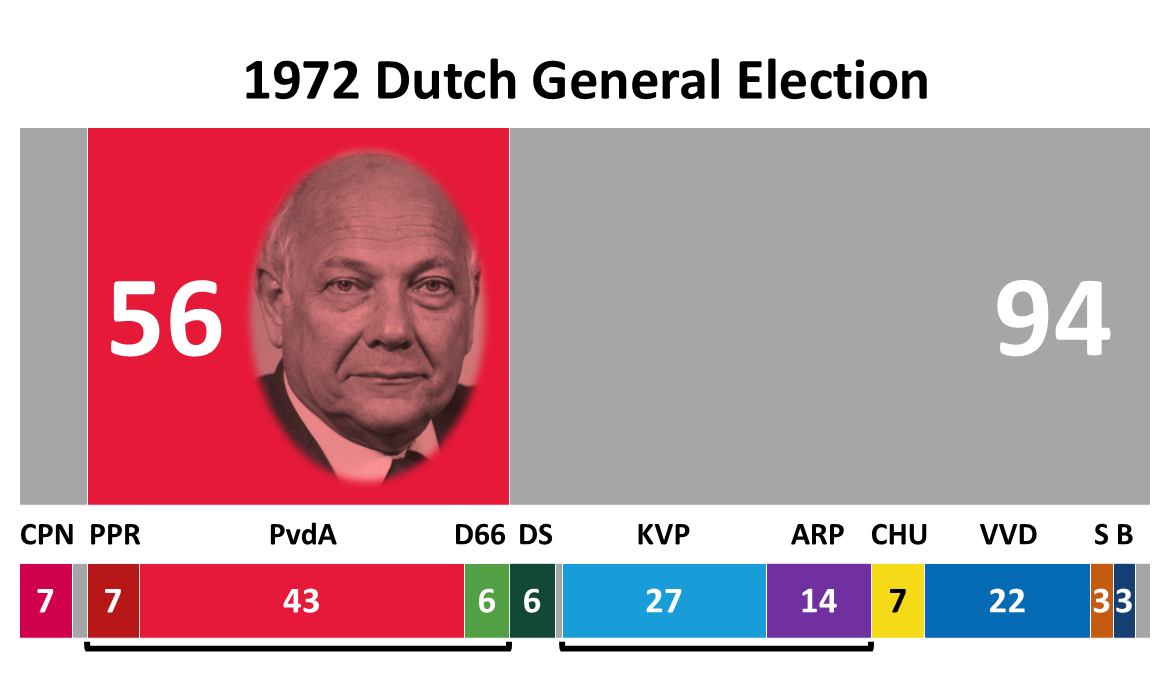
Het stembusakkoord van 1972 onder leiding van Joop den Uyl behaalde met 56 zetels wel de verkiezingswinst, maar niet de benodigde meerderheid van 76 zetels om zelf een kabinet te vormen.

In Nederland was Keerpunt 1972 een bekend voorbeeld van een stembusakkoord tussen de progressieve partijen PvdA, D66 en de Politieke Partij Radikalen (PPR). Het akkoord richtte zich op een gezamenlijk progressief programma met de ambitie om Nederland een sociale koers te laten varen. Hoewel het akkoord geen absolute meerderheid opleverde, leverde het wel de verkiezingswinst op. Dit legde de basis voor het progressieve kabinet-Den Uyl.

### De verkiezingen van 1913
Bij de Tweede kamerverkiezingen van 1913 (toen Nederland nog een meerderheidsstelsel had) was er een stembusakkoord waaraan drie liberale partijen (de Liberale Unie, de Vrijzinnig-Democratische Bond en de Bond van Vrije Liberalen) meededen. Zij nomineerden gezamenlijk één kandidaat per kiesdistrict en presenteerden een gezamenlijk verkiezingsprogramma om hun electorale invloed te versterken. Na de invoering van een nationaal kiesdistrict in 1917 werden dergelijke stembusakkoorden zeldzamer.

## Blokpolitiek
In Zweden, Denemarken, Noorwegen en Nieuw-Zeeland, is blokpolitiek een gangbare praktijk waarbij linkse en rechtse partijen al voor de verkiezingen hun krachten bundelen. Ze spreken af om een gezamenlijke koers te varen en na de verkiezingen als één blok samen te werken in de formatie van een regering. Van deze landen is de blokpolitiek in Denemarken het meest flexibel. Daar zijn naast rode en blauwe regeringen ook paarse kabinetten ontstaan zoals het Kabinet-Frederiksen II in 2022.

### Contrast met centrumpolitiek
Radikale Venstre uit Denemarken en D66 uit Nederland illustreren het verschil tussen blokpolitiek en centrumpolitiek. Beide partijen zijn ideologisch verwant en lid van dezelfde Europese fractie Renew Europe. Radikale Venstre opereert binnen de Deense "rode blok"-alliantie, geleid door de sociaaldemocraten, waardoor het met steun van de groenen en socialisten kan rekenen op ruimere begrotingen dankzij progressieve belastingmaatregelen. Dit stelt de partij in staat om te investeren in onderwijs en klimaat. D66 functioneert daarentegen zonder allianties binnen de Nederlandse centrumpolitiek. Hierdoor resulteert samenwerking met conservatieve partijen zoals VVD en CDA vaak in een focus op begrotingsdiscipline. Dit maakt D66 een bruggenbouwer, maar beperkt ook de ruimte om een consistent progressieve agenda te voeren, omdat de nadruk ligt op consensus tussen ideologisch diverse coalitiepartners.

## Adviezen

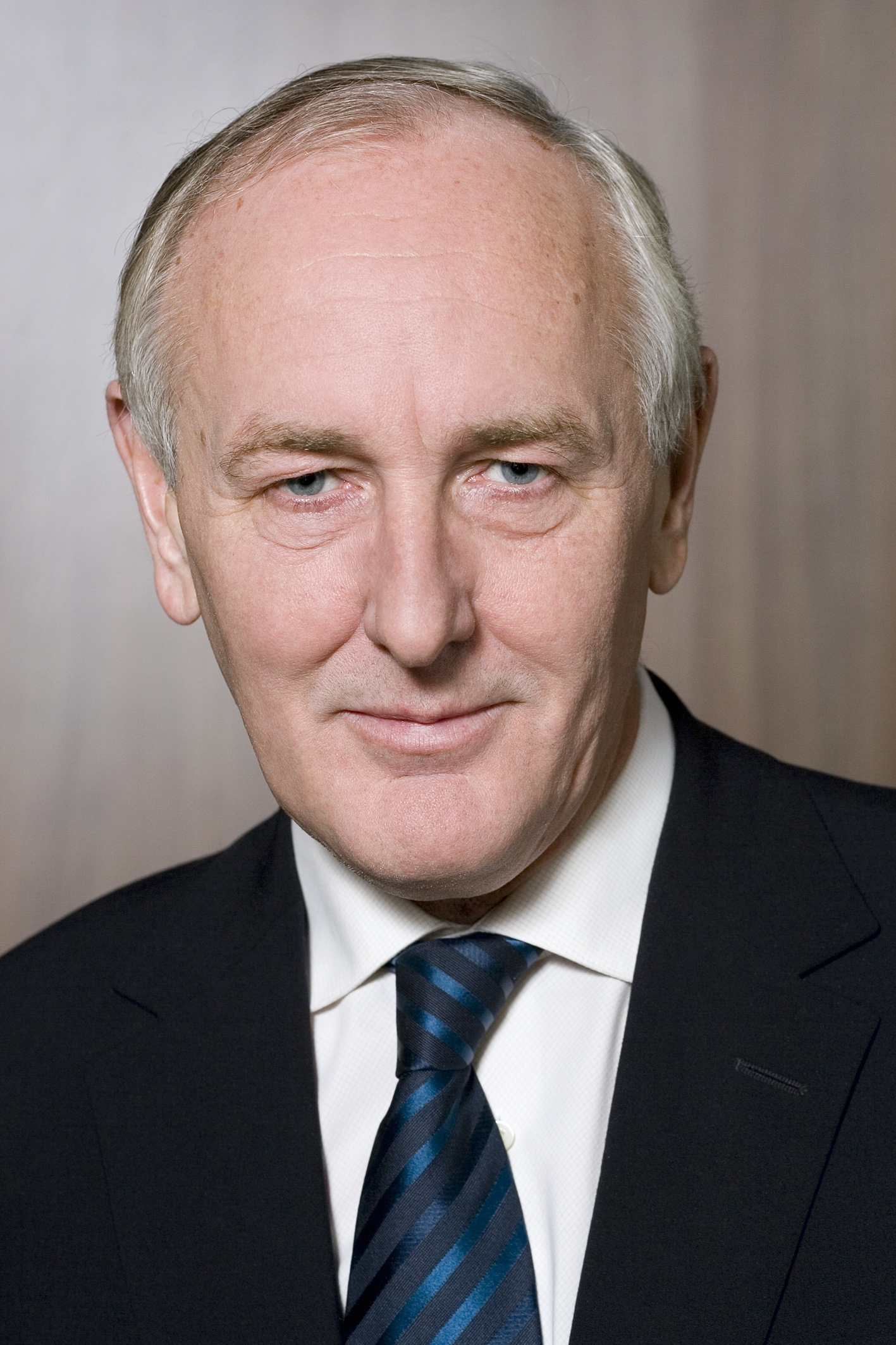
Commissievoorzitter Johan Remkes

In 2018 benadrukte de Staatscommissie parlementair stelsel onder leiding van Johan Remkes het belang van stembusakkoorden. Pre-electorale coalities waren volgens deze commissie de meest effectieve manier om de negatieve effecten van politieke versnippering te verminderen. Bovendien zouden stembusakkoorden kiezers al vóór de verkiezingen meer duidelijkheid bieden over mogelijke coalities en machtsverhoudingen. Dit vonden zij nodig om de invloed van de kiezer op de kabinetsformatie te vergroten. Blokvorming zou op die manier bijdragen aan de legitimiteit van het systeem van evenredige vertegenwoordiging. Om te stimuleren dat de Nederlandse politieke cultuur zich meer in de richting van blokpolitiek beweegt, adviseerde de commissie voor de herinvoering van de in 2017 afgeschafte mogelijkheid tot het aangaan van lijstverbindingen.

## Thematisch stembusakkoord
Sommige stembusakkoorden richten zich niet op volledige partijprogramma's, maar op specifieke onderwerpen of thema's die een gezamenlijke prioriteit vormen voor de betrokken partijen of organisaties. Dit type stembusakkoord kan zowel tussen politieke partijen als maatschappelijke organisaties worden gesloten, en is vaak bedoeld om aandacht te vestigen op een specifiek vraagstuk in de politieke arena.

### Digitalisering en Long-Covid
In Nederland zijn in aanloop naar de Tweede Kamerverkiezingen van 2021 en 2023 verschillende stembusakkoorden gesloten rond thema's zoals digitalisering en de gevolgen van Long-Covid. Zo sloten politieke partijen en maatschappelijke organisaties een akkoord waarin zij beloofden om specifieke maatregelen te ondersteunen, ongeacht de verkiezingsuitslag. Dit type stembusakkoord richt zich op beleidsbeïnvloeding en het garanderen dat een onderwerp prominent op de politieke agenda blijft.

### COC Nederland en LHBTI-rechten
Een ander voorbeeld is het stembusakkoord dat COC Nederland, een belangenorganisatie voor LHBTI-rechten, regelmatig sluit met politieke partijen in aanloop naar landelijke verkiezingen. Het akkoord bevat concrete afspraken over het bevorderen van gelijke rechten en het bestrijden van discriminatie voor LHBTI-personen. Partijen die het akkoord ondertekenen beloven zich actief in te zetten voor deze thema's, ongeacht hun uiteindelijke regeringsdeelname.